# Андерш Фриден
Андерш Фридѐн (на шведски: Anders Fridén) е Шведски мудикант – вокалист и китарист.
Той е бивш вокалист в групата Dark Tranquillity, напуска я и се присъединява към In Flames. Междувременно Микаел Стане напуска In Flames и преминава от ритъм китара към вокал в Dark Tranquillity, всъщност двамата си разменят местата. Фриден също е бил вокалист и в друга група позната като Ceremonial Oath с бъдещ In Flames пратньор.